# Stasin (gmina Konopnica)
Stasin (Stasin Polny) – wieś w Polsce położona w województwie lubelskim, w powiecie lubelskim, w gminie Konopnica.
W latach 1975–1998 miejscowość administracyjnie należała do województwa lubelskiego.
Wieś stanowi sołectwo gminy Konopnica. Według Narodowego Spisu Powszechnego z roku 2011 wieś liczyła 686 mieszkańców.
Wierni Kościoła rzymskokatolickiego należą do parafii Wniebowzięcia Najświętszej Maryi Panny i św. Katarzyny Aleksandryjskiej w Konopnicy.

## Historia
Według Słownika geograficznego Królestwa Polskiego z roku 1890, Stasin stanowił folwark w dobrach Konopnica posiadał 278 morgi gruntu, a także pokłady kamienia wapiennego i budowlanego. Zabudowania folwarczne stanowiły 3 budynki w tym 2 murowane. O zamieszkujących folwark włościanach brak informacji, możliwe że był to awuls.
Według spisu powszechnego z roku 1921 kolonia Stasin posiadała już 60 domów i 405 mieszkańców w tym 8 osób deklarowało narodowość niemiecką.
II Wojna Światowa
W czerwcu 1940 r. na tle prywatnego incydentu w miejscowym sklepie w Stasinie niefortunnie zginął niemiecki pełnomocnik Wilhelme Bufel. W odwecie Radawiec został otoczony przez liczne siły wojska i policji niemieckiej rankiem 16 czerwca 1940 r. Urządzono masową łapankę, w wyniku której pojmano około 150 mężczyzn.

## Zabytki
- Dróżniczówka, obecnie prywatny dom z XIX/XX w.
- Dwa drewniane domostwa (ok. 1915 i 1923).

## Oświata
W kronice parafialnej z roku 1921 znajduje się wzmianka o szkołach powszechnych w parafii Konopnickiej, w tym szkoły 1 klasowej w Stasinie, posiadającej własną bibliotekę. Z inicjatywy Zygmunta Ożóga przebudowano budynek starej szkoły, wybudowano drugi budynek, który miał pełnić funkcję świetlicy i internatu dla sierot wiejskich (gdzie z braku funduszy zajęcia odbywały się tylko do 1970 r.) oraz przygotowano boisko szkolne. W roku 1992 szkoła prawie doszczętnie spłonęła. Wspólnym staraniem mieszkańców, Urzędu Gminy i Kuratorium Oświaty w Lublinie odbudowano i rozbudowano szkołę, oddając do użytku nowe skrzydło 27 listopada 1993 roku.
Na terenie wsi prowadzona jest Świetlica Środowiskowo-Terapeutyczna.